# Ladona deplanata
Ladona deplanata is een libellensoort uit de familie van de korenbouten (Libellulidae), onderorde echte libellen (Anisoptera).
De wetenschappelijke naam Ladona deplanata is voor het eerst geldig gepubliceerd in 1842 door Rambur.